# Hirschfelden (Krumbach)
Hirschfelden ist ein Stadtteil von Krumbach im bayerisch-schwäbischen Landkreis Günzburg in Bayern.

## Geographie
Das Kirchdorf liegt ungefähr 4,5 Kilometer nördlich der Kernstadt und 1,5 Kilometer nördlich von Billenhausen im Kammeltal an der von Krumbach durch das Kammeltal nach Offingen führenden Staatsstraße 2024. Außerdem hat Hirschfelden am nördlichen Ortsrand einen Haltepunkt an der von Mindelheim nach Günzburg führenden Mittelschwabenbahn.

## Geschichte
Am 1. Januar 1972 kam die bis dahin selbstständige Gemeinde Billenhausen, zu der Hirschfelden gehörte, im Rahmen der Gebietsreform zur Stadt Krumbach.

## Sehenswürdigkeiten
- Marienkapelle, erbaut 1731, mit einer Marienfigur von 1613, die Christoph Rodt zugeschrieben wird[3]

## Sonstiges
Ungefähr 400 Meter östlich von Hirschfelden befindet sich im Wald am zum Kammeltal hin abfallenden Hang des Schloßberges ein Burgstall. Wann diese Burg erbaut und wieder abgegangen ist, ist nicht bekannt.